# Tadukhipa
Tadukhipa (ca. 1367 a.C.) è stata una principessa siriana del regno di Mitanni, figlia di re Tushratta di Mitanni e della regina Juni - e nipote di Artashumara. Sua zia Gilukhipa (sorella di Tushratta) sposò il faraone Amenofi III "il Magnifico" nel 10º anno di regno di quest'ultimo, mentre Tadukhipa gli fu data in moglie nel 36º anno di regno di Amenofi III.

## Matrimonio con Amenofi III

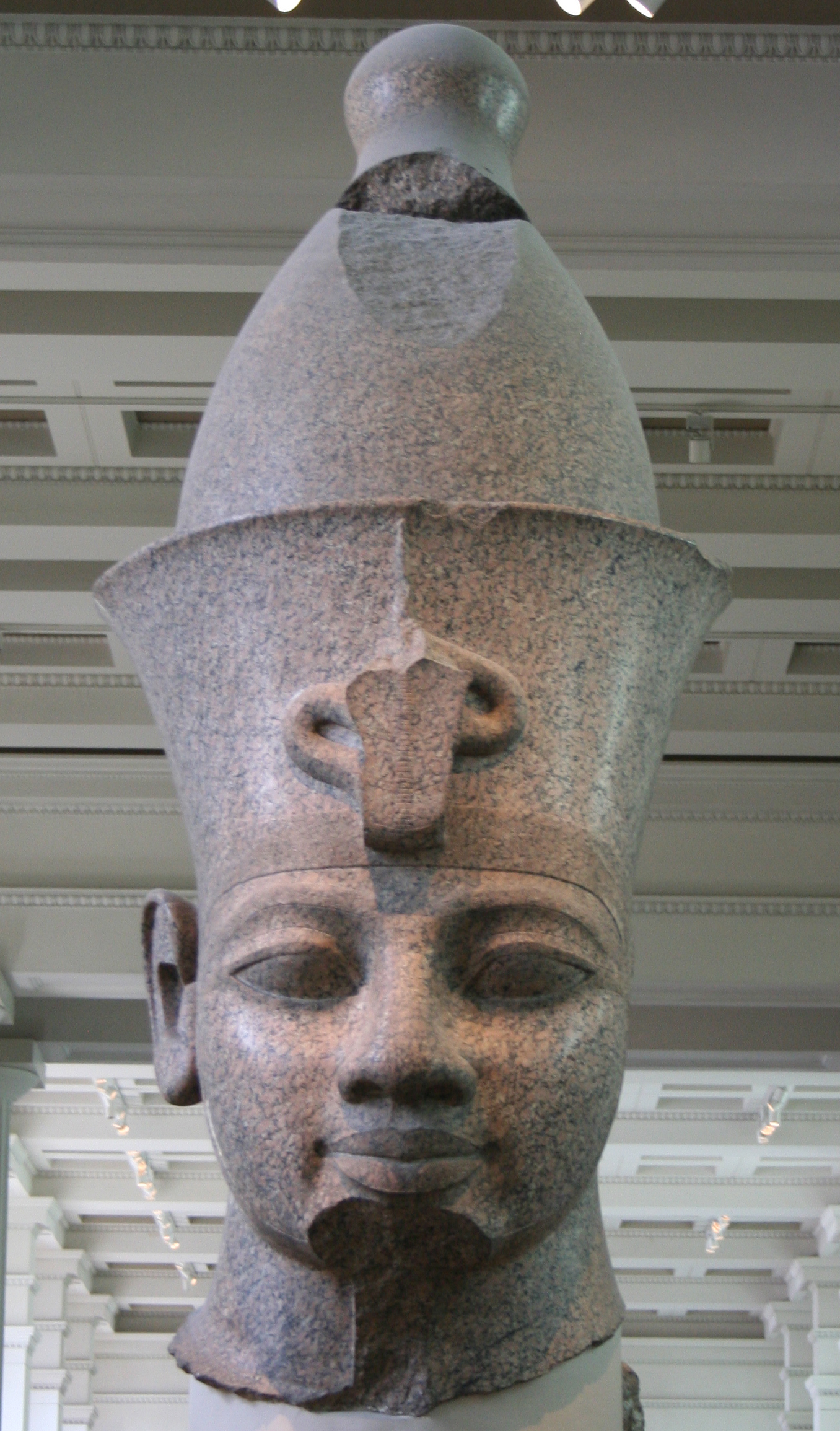
Testa colossale di Amenofi III in granito rosso, British Museum, Londra.

Le notizie su questa principessa mitannica sono relativamente scarse. Si ritiene che sia nata intorno al 21º anno di regno del faraone Amenofi III (ca. 1367 a.C.). Quindici anni dopo, Tushratta la mandò alla corte egizia, in sposa allo stesso Amenofi III per cementare l'alleanza fra i loro due Paesi: era il 36º anno di regno del faraone (ca. 1352 a.C.), che era ormai un uomo maturo e seriamente malato. Tadukhipa è menzionata in sette delle trenta lettere di Tushratta conservatesi fra le Lettere di Amarna, composte tra il 1350 a.C. e il 1340 a.C. Tushratta chiese che sua figlia  potesse fregiarsi della stessa posizione della Grande sposa reale Tiy, che ebbe un'influenza enorme nel corso del regno di Amenofi III. Inoltre, il re mitanicco fece dono al faraone di un carro dorato e decorato con pietre preziose, due cavalli, una sella coperta d'oro e pietre preziose e adornata da aquile d'oro, panni e indumenti, gioielli quali bracciali e amuleti, una lettiga decorata d'oro e pietre preziose da applicare a un cammello, altri abiti tinti di porpora, verde e cremisi, oltre a una grande cassa contenente questi oggetti. Amenofi III non mandò le statue d'oro che aveva promesso in cambio e quando, poco dopo, il faraone morì, Tushratta mandò alla corte egizia alcune lettere nelle quali se ne lamentava.

## Matrimonio con Akhenaton
Amenofi III, afflitto, nei suoi ultimi anni, dall'obesità e gravissimi ascessi ai denti, morì poco dopo l'arrivo di Tadukhipa in Egitto. Secondo alcuni, a quel punto divenne quindi una delle consorti secondarie del suo successore Amenofi IV (poi Akhenaton).

## Ipotesi di identificazione con Kiya o Nefertiti

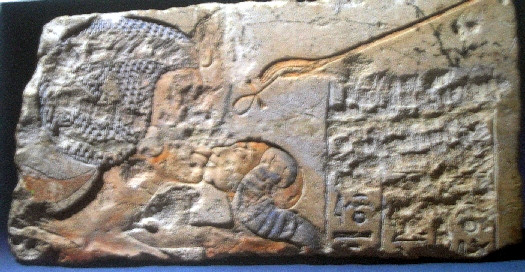
Talatat raffigurante Kiya e un bambino, cui un raggio di Aton porge lankh.

Alcuni studiosi hanno proposto di identificare Tadukhipa con Kiya, un'importante sposa secondaria di Akhenaton. Si è ipotizzato che la vicenda di Kiya possa aver ispirato un racconto del Nuovo Regno intitolato "Storia dei due fratelli", che narra di un faraone che si innamorò di una donna straniera semplicemente annusando il profumo dei suoi capelli. Qualora Tadukhipa sia stata successivamente ribattezzata Kiya, allora si sarebbe trasferita nella nuova capitale Akhetaton come tutta la corte di Akhenaton, dove sarebbe stata raffigurata insieme al faraone e con almeno una figlia..
Altri, come Flinders Petrie, Drioton e Vandier, hanno ipotizzato che Tadukhipa potrebbe essere stata ribattezzata dopo il matrimonio con Akhenaton, e che quindi non sarebbe altri che la celebre Nefertiti. La teoria si basa sul significato del nome di Nefertiti, "La bella è arrivata" - che suggerirebbe un'origine straniera della Grande sposa reale. Al contrario, Steele, Meyer e altri hanno fatto notare che la nobile Tey, moglie del futuro faraone Ay (1323 - 1319 a.C.) , è indicata dalle fonti come nutrice di Nefertiti: una principessa in età fertile, quale era Tadukhipa al suo arrivo in Egitto, non avrebbe avuto bisogno di una nutrice.